# 杰克·多万
约翰·P·多万（英語：John P. Dwan，1921年5月3日—1993年8月4日），美国NBA联盟前职业篮球运动员。